# Wenzel Bredl
Wenzel Bredl (* 28. April 1924 in Deffernik, Tschechoslowakei; † 17. September 2003) war ein deutscher Gewerkschafter und Politiker (SPD).

## Leben und Beruf
Nach dem Schulbesuch absolvierte Bredl von 1939 bis 1942 eine kaufmännische Ausbildung und war anschließend als Angestellter tätig. Er wurde 1942 zur Wehrmacht eingezogen, nahm bis 1945 als Soldat Zweiten Weltkrieg teil und geriet zuletzt in Gefangenschaft.
Nach seiner Entlassung aus der Kriegsgefangenschaft arbeitete Bredl für Gewerkschaften. Er war seit 1947 als Rechtsstellenleiter beim DGB tätig, wurde 1951 Leiter der Rechtsabteilung der ÖTV Bayern (heute ver.di) und 1957 Leiter der Abteilung für Sozialpolitik und Arbeitsrecht beim dortigen DGB.

## Partei
Bredl war seit 1948 Mitglied der SPD. Er war stellvertretender Vorsitzender des sozialpolitischen Arbeitskreises der SPD Südbayern.

## Abgeordneter
Bredl gehörte dem Deutschen Bundestag von 1969 bis 1976 an. Im Parlament vertrat er den Wahlkreis München-Nord.

## Ehrungen
- 1973: Verdienstkreuz am Bande der Bundesrepublik Deutschland[1]
- 1976: Verdienstkreuz 1. Klasse der Bundesrepublik Deutschland